# Юнус
Юнус (араб. يونس), (біблійний Іона) — праведник (саддик) і пророк (набі) Аллаха. Його іменем названа 10 сура Корану. За мусульманською традицією він народився в ассирійському місті Ніневія і був надісланий Аллахом з проповіддю до свого народу

## Юнус в ісламській традиції

### Життя Юнуса вНіневії
Батьком Юнуса був праведник Мета. Він звернувся з молитвою до Аллаха, щоб той послав йому сина. Аллах відгукнувся на цю молитву і народився Юнус. Він дуже рано втратив батька і виховувався матір’ю.

У тридцятирічному віці Аллах вибрав Юнуса своїм пророком:

|  | Воістину, Юнус також був посланцем (37:139) |

Впродовж тривалого часу він проповідував серед свого народу, що впав у ідолопоклонство, та його зусилля лишались марними. Тоді Юнус у розпачі, самовільно покинув свій народ. Та Аллах сказав йому, щоб він негайно повернувся і лишався серед свого народу впродовж сорока днів. Юнус повернувся і продовжив свою проповідь. Йому і далі ніхто не вірив. Тоді Юнус, втративши терпіння, не дочекавшись закінчення терміну, на тридцять сьомий день знову втік від них. Після цього на Ніневію стали насуватися чорні хмари. Побачивши це, люди зрозуміли, що наближається покарання за ігнорування проповіді пророка. Злякавшись, вони стали молити Аллаха змилуватись над ними. Вони терміново пішли до Юнуса, щоб визнати його пророчу місію і розкаятись. Не знайшовши його, вони пішли до іншого праведника, що мешкав у їхньому місті. Той повідомив їх, що якщо вони не розкаються перед Аллахом, за два дні всі будуть знищені. Тоді мешканці Ніневії вийшли на один із пагорбів і почали просити Аллаха про помилування. Вони щиро розкаялись, увірували в Аллаха і його посланця Юнуса. Аллах змилостивився над ними — чорні хмари над містом розсіялись. Ці події відбулися у день Ашури.
Народ Ніневії став єдиним народом, що вчасно розкаявся у своїх гріхах і уник суворого покарання:
|  | Хіба хоча б у одному поселенні жителі увірували і їм допомогла віра, крім народу Юнуса? Коли вони увірували, Ми позбавили їх ганебного покарання в цьому житті і дозволили їм користуватися (життєвими благами) до певного часу (10:98) |

Зрозумівши, що Аллах пробачив їх, радісні люди повибігали на вулиці і стали шукати пророка Юнуса. У цей час він знову підійшов до Ніневії і побачив, що його народу вдалось уникнути покарання. Одначе він побоявся входити до міста, бо боявся, що його знову оголосять брехуном. 

### Юнус у череві кита
Юнус, незважаючи на волю Аллаха, пішов до річки Тигр і сів на корабель, щоб покинути ці місця. Коли корабель виплив у відкрите море, він раптом нерухомо закляк. Незважаючи ні на які зусилля команди, його ніяк не вдавалося зрушити з місця. Тоді всі вирішили, що на кораблі знаходиться біглий раб. Для того, щоб виявити його, запропонували кинути жереб. Того, на кого він випаде, мали викинути в море для порятунку всього екіпажу. Юнус повідомив їм, що він і є цим біглим рабом. Однак люди відповіли йому, що він зовсім не схожий на раба. Та коли стали кидати жереб, він тричі випав на Юнуса. Тоді люди визнали, що він, мабуть, насправді дуже сильно завинив, і викинули його в море: 
|  | Коли він втік (від свого народу) до навантаженого корабля, то кинув разом із іншими жереб і програв, (і опинився він у морі) (37:140—141) |

Якраз тоді пропливав гігантський кит. За волею Аллаха він проковтнув Юнуса, не пошкодивши його (37:142). Знаходячись у череві кита, Юнус розкаявся і отримав прощення від Аллаха. Після цього Аллах звелів китові викинути Юнуса на берег. Юнус був дуже знесилений. Тоді Аллах виростив там для нього дерево, що захищало від сонячного проміння і комах (37:146). Згідно з деякими переданнями Юнус харчувався плодами цього дерева.

### Повернення Юнуса до Ніневії
Аллах наказав Юнусові повертатися до свого народу і продовжувати проповідь:
|  | Потім Ми відправили його (посланцем) до ста тисяч (людей) чи навіть більшої кількості. Вони увірували, і ми дарували їм земні блага до певного часу (37:147—148) |

Коли Юнус підійшов до Ніневії, то зустрів там одного пастуха. Пастух розповів йому всю історію, що трапилась після втечі Юнуса з міста. Пастух додав, що врятовані жителі міста з нетерпінням чекають повернення пророка Юнуса, щоб той навчив їх релігійних законів. Юнус навчив жителів Ніневії вірі, релігійних етичних принципів, ознайомив з релігійними заборонами. Після цього жителі Ніневії жили у мирі та злагоді.
 
За переданням Юнус помер у Ніневії у віці вісімдесяти трьох років. 

## Особливості коранічної оповіді про Юнуса
Характер оповіді — короткий перелік мотивів — вказує на те, що історія Юнуса була добре відома слухачам. Винятком є те, що місто, у якому проповідував Юнус, не було знищене за невіру, як повинно було б трапитися за коранічною схемою історій про пророків. Оповідь походить від біблійної легенди у її християнському тлумаченні (однозначне засудження Юнуса). Мотив засудження вчинку пророка вирізняє оповідь про Юнуса з маси коранічних оповідей про пророків. Основні ідеї — покарання самого пророка, а не людей, яким він проповідував, милосердя і всемогутність Аллаха.
Для суфіїв Юнус — символ серця, захопленого тілесними устремліннями.
Сьогодні в Іраку великою популярністю користується могила Набі Юнус, що знаходиться на руїнах давньої Ніневії неподалік Мосула.